# Lordsburg
Lordsburg ist eine Stadt in New Mexico, Vereinigte Staaten. Sie ist mit 3379 Einwohnern (Stand: 2000) Sitz der Countyverwaltung (County Seat) des Hidalgo County.

## Geographie
Die Fläche der Stadt beträgt 21,4 km², 100 % davon Land.

## Demographie
Nach den Angaben des United States Census Bureau wohnten 2000 in Lordsburg 3379 Personen in 1220 Haushalten und 884 Familien. Daraus ergibt sich eine Bevölkerungsdichte von 155,7 Einwohner/km².

## Infrastruktur

### Straßenverkehr
- Interstate 10

### Flugverkehr
- Lordsburg Municipal Airport (Privat- und Militärflugplatz)
- El Paso International Airport (257 km östlich)
- Tucson International Airport (290 km westlich)

### Zugverkehr
- Lordsburg wird von den Zugstrecken Sunset Limited und Texas Eagle bedient.

## In der Populärkultur
Lordsburg ist Fahrtziel der Postkutsche in dem klassischen Western Stagecoach (Regie John Ford), der im deutschen Sprachraum zeitweise auch unter der irreführenden Übersetzung "Höllenfahrt nach Santa Fe" gezeigt wurde.